# 이익선의 달콤한 음악여행
《이익선의 달콤한 음악여행》은 대한민국의 방송국 국방FM에서 방송했던 라디오 음악 프로그램이다.

## 역사
2016년 4월 11일부터 2019년 11월 1일까지 3년간 방송했다.

## 진행
- 이익선

## 코너

### 매일 코너
- 날씨정보
- 오늘의 에세이
- 클로징을 부탁해

### 요일별 코너
- 월요일 - 운수대통 퀴즈쇼
- 화요일 - 마음의 선율
- 수요일 - 올라잇! 데이라잇!
- 목요일 - 달콤한 세계여행
- 금요일 - 이달음 뮤직리퀘스트

| 국방FM 평일 프로그램 |                          |                        |
| 이전                 | 이익선의 달콤한 음악여행 | 다음                   |
| 건빵과 별사탕        | 이익선의 달콤한 음악여행 | 이달의 독립운동가 (재) |
| 저녁 6시 ~ 밤 8시    | 밤 8시 ~ 밤 9시 58분     | 밤 9시 58분 ~ 밤 10시  |
|                      |                          |                        |